# Boltenia
Boltenia is een geslacht van zakpijpen (Ascidiacea) uit de familie van de Pyuridae en de orde Stolidobranchia.

## Soorten
- Boltenia africana Millar, 1962
- Boltenia echinata (Linnaeus, 1767)
- Boltenia hirta Monniot C. & Monniot F., 1977
- Boltenia iburi (Oka, 1934)
- Boltenia ovifera (Linnaeus, 1767)
- Boltenia polyplacoderma Lambert, 1993
- Boltenia transversaria (Sluiter, 1904)
- Boltenia villosa (Stimpson, 1864)
- Boltenia yossiloya Shenkar & Lambert, 2010

Niet geaccepteerde soorten:
- Boltenia perlata Suhm, 1873 → Culeolus suhmi Herdman, 1881 (nomen nudum)

- Boltenia antarctica Beneden & Selys-Longchamps, 1913 → Pyura georgiana (Michaelsen, 1898)
- Boltenia arctica (Hartmeyer, 1899) → Boltenia echinata (Linnaeus, 1767)
- Boltenia australiensis Carter, 1885 → Pyura spinifera (Quoy & Gaimard, 1834)
- Boltenia australis Quoy & Gaimard, 1834 → Pyura australis (Quoy & Gaimard, 1834)
- Boltenia beringia Dall, 1872 → Boltenia ovifera (Linnaeus, 1767)
- Boltenia bolteni (Linnaeus, 1771) → Boltenia ovifera (Linnaeus, 1767)
- Boltenia bouvetensis Michaelsen, 1904 → Pyura bouvetensis Michaelsen, 1904
- Boltenia burkhardti Binney, 1870 → Boltenia ovifera (Linnaeus, 1767)
- Boltenia carnea (Brewin, 1948) → Pyura carnea Brewin, 1948
- Boltenia ciliata Moeller, 1842 → Boltenia ovifera (Linnaeus, 1767)
- Boltenia clavata Mueller, 1776 → Boltenia ovifera (Linnaeus, 1767)
- Boltenia coacta Gould, 1852 → Pyura legumen (Lesson, 1830)
- Boltenia elegans Herdman, 1881 → Boltenia ovifera (Linnaeus, 1767)
- Boltenia fusiformis Savigny, 1816 → Boltenia ovifera (Linnaeus, 1767)
- Boltenia georgiana Michaelsen, 1898 → Pyura georgiana (Michaelsen, 1898)
- Boltenia gibbosa (Heller, 1878) → Pyura gibbosa (Heller, 1878)
- Boltenia hirsuta (Agassiz, 1850) → Boltenia echinata (Linnaeus, 1767)
- Boltenia legumen Lesson, 1830 → Pyura legumen (Lesson, 1830)
- Boltenia microcosmus Agassiz, 1850 → Boltenia ovifera (Linnaeus, 1767)
- Boltenia pachydermatina Herdman, 1881 → Pyura pachydermatina (Herdman, 1881)
- Boltenia pedunculata Hutton, 1873 → Pyura pachydermatina (Herdman, 1881)
- Boltenia pilosa (Millar, 1955) → Hemistyela pilosa Millar, 1955
- Boltenia reniformis MacLeay, 1825 → Boltenia ovifera (Linnaeus, 1767)
- Boltenia rubra Stimpson, 1852 → Boltenia ovifera (Linnaeus, 1767)
- Boltenia salebrosa Sluiter, 1905 → Pyura bouvetensis Michaelsen, 1904
- Boltenia scotti Herdman, 1910 → Pyura bouvetensis Michaelsen, 1904
- Boltenia spinifera (Quoy & Gaimard, 1834) → Pyura spinifera (Quoy & Gaimard, 1834)
- Boltenia spinosa (Quoy & Gaimard, 1834) → Pyura spinifera (Quoy & Gaimard, 1834)
- Boltenia thompsoni Hartmeyer, 1903 → Boltenia ovifera (Linnaeus, 1767)
- Boltenia tuberculata Herdman, 1891 → Pyura spinifera (Quoy & Gaimard, 1834)
- Boltenia turqueti Sluiter, 1905 → Pyura bouvetensis Michaelsen, 1904